# Mizraim
Mizraim (ebraico: מִצְרָיִם, Mitzráyim; arabo: مصر, Miṣr) è, secondo la Tavola delle Nazioni della Bibbia (Genesi 10: 6; Cronache 1: 8) il secondo figlio di Cam, figlio di Noè, ed è anche il nome ebraico e aramaico per la terra dell'Egitto. Mizraim è la doppia forma di matzor, che significa "tumulo" o "fortezza", ed era il nome generalmente dato dagli ebrei alla terra d'Egitto e al suo popolo. Per questa ragione il personaggio biblico è comunemente associato all'Egitto, ed è generalmente identificato come l'antenato biblico degli egiziani.
I figli di Mizraim, secondo Genesi 10, furono Ludim, Anamim, Lehabim, Naphtuhim, Pathrusim, Casluhim (da cui discesero i Filistei) e Caphtorim.

## Attestazioni
I testi neo-babilonesi usano il termine Mizraim per l'Egitto. Il nome era, ad esempio, inciso sulla Porta di Ishtar di Babilonia. Le iscrizioni ugaritiche si riferiscono all'Egitto come "Mṣrm", nel 14 ° secolo a.C. Nelle lettere di Amarna l'Egitto è chiamato Misri, e nei registri assiri è chiamato Mu-ṣur. La parola araba classica per Egitto è Miṣr/Miṣru, nome che si riferisce all'Egitto nel Corano, sebbene la parola sia pronunciata come Maṣr in arabo colloquiale egiziano.
Secondo il Chronicon di Eusebio di Cesarea, Manetone aveva suggerito che la grande antichità di cui si vantavano gli egizi aveva effettivamente preceduto il Diluvio e Mizraim vi si stabilì di nuovo dopo il diluvio. Una storia simile è raccontata da storici islamici medievali, come Sibt ibn al-Jawzi, l'egiziano Ibn 'Abd al-Hakam e i persiani al-Tabari e Muhammad Khwandamir, affermando che le piramidi erano state costruite dalle genti antidiluviane, ma il discendente di Noè Mizraim (Masar o Mesr) fu incaricato di rioccupare la regione in seguito. Le fonti islamiche rendono anche Masar figlio di Bansar o Beisar e nipote di Cam, piuttosto che un figlio diretto di Cam, e aggiungono che visse fino all'età di 700 anni. 
Alcuni studiosi ritengono probabile che Mizraim sia una doppia forma della parola Misr che significa "terra", e che fu tradotta letteralmente nell'antico egizio come Ta-Wy (le due terre) dai primi faraoni di Tebe, che in seguito fondarono il Medio Regno.
Tuttavia, secondo Giorgio Sincello, il Libro di Sothis, attribuito a Manetone, identifica Mizraim con il leggendario primo faraone Menes, che si dice avesse unificato l'Antico Regno e costruito Menfi. 
David Rohl ha suggerito un'interpretazione diversa: “Tra i seguaci di Meskiaggasher (sovrano sumero) c'era il suo 'fratello' più giovane - a sua volta un leader forte e carismatico. Fu il capo della tribù dei "falchi", i discendenti di Horus il "Lontano". La Bibbia chiama questo nuovo re degli Egizi "Mizraim", ma questo nome non è in realtà altro che un epiteto. Significa "seguace di Asr" o "Asar" (arabo egiziano m-asr con preposizione egiziana m 'da'). Mizraim è semplicemente m-Izra con il plurale che termina 'im'. Allo stesso modo, un altro grande popolo di lingua semitica - gli Assiri - chiamò il paese dei faraoni "Musri" (m-Usri).